# Distretto di Mogilno
Il distretto di Mogilno (in polacco powiat mogileński) è un distretto polacco appartenente al voivodato della Cuiavia-Pomerania.

## Geografia antropica

### Suddivisioni amministrative
Il distretto comprende 4 comuni.
- Comuni urbano-rurali: Mogilno, Strzelno
- Comuni rurali: Dąbrowa, Jeziora Wielkie